# توم هانسن
توم هانسن (بالإنجليزية: Tom Hansen)‏ هو سياسي أمريكي، ولد في 8 نوفمبر 1946 في نورث بلات في الولايات المتحدة. حزبياً، نشط في لاحزبي ‏.